# 坪效
坪效是單位面積在商業上所能達到的效果。會用在零售及建築上。

## 商店
商店的坪效是指商店單位面積下的平均營業額，是零售業評量一個商店營運情形的方式，坪效越高，表示商店可以在相同的面積下，產生越多的營業額。
坪效的原始公式是商店單位商架面積下的平均營業額，但因為計算不易，常會以商店實際面積為準。
若是使用国际单位制，面積單位為平方公尺，若是使用美制单位，面積單位為平方英尺。英國的零售業會以平方英尺為面積單位，但已逐漸改用平方公尺。

## 建築
建築的坪效是指一坪土地可以產生的可銷售坪數。這是建地買賣時決定地價，以及建商最後售屋售價的基礎。坪效本身會受土地使用管制、面積、交通、建築規劃、法規等相關因素的影響。